# Grupo primario

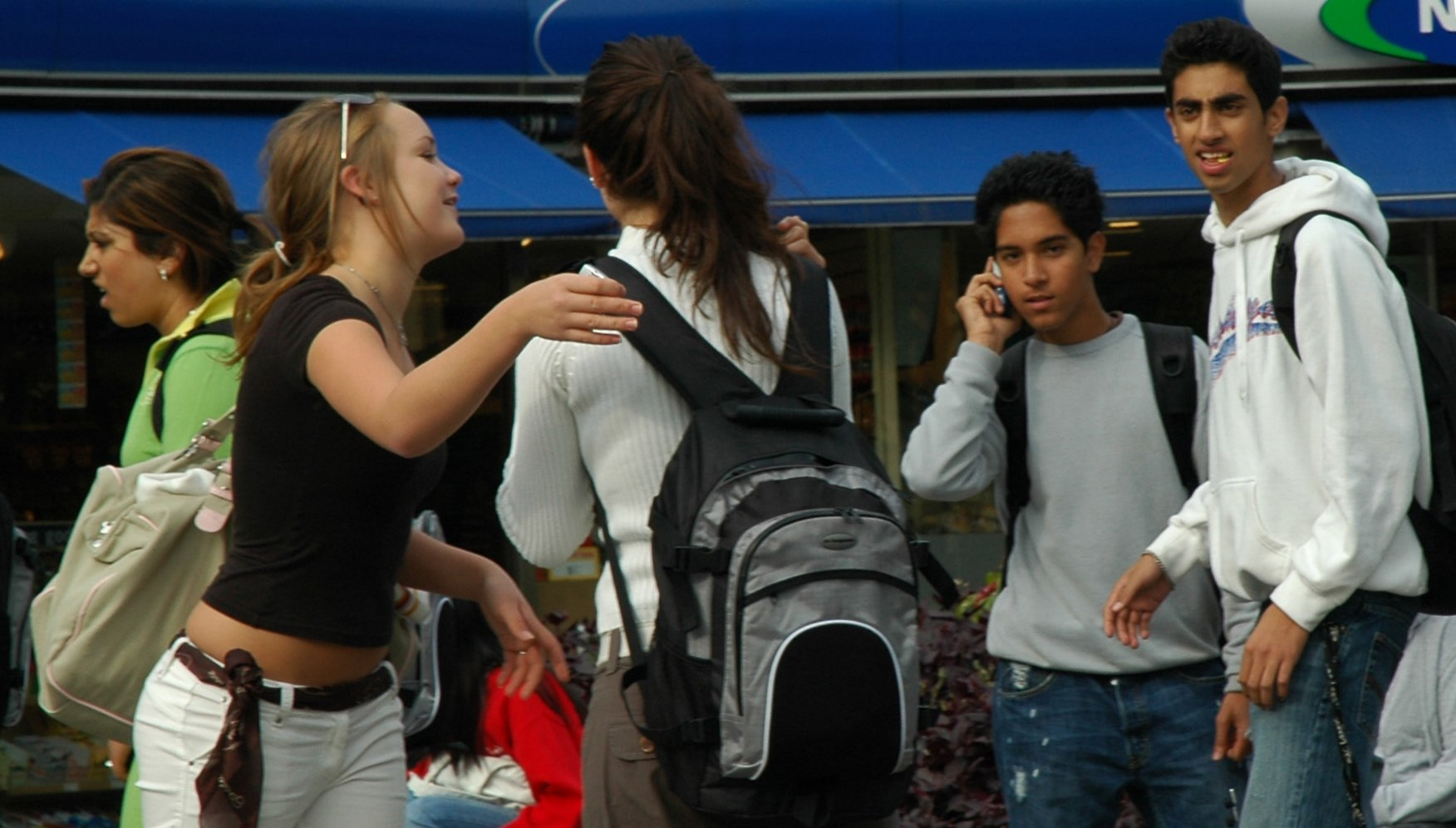
Grupo de adolescentes

En el ámbito de las ciencias sociales, se denomina grupo primario o camarilla al grupo de 2 a 12 personas (en promedio 5 o 6) «que interactúan entre sí en forma más regular e intensa que otras personas del mismo entorno». Es decir, como se suele denominar, en un ámbito adolescente, a las pandillas. En los grupos primarios, a diferencia de otros grupos adolescentes más circunstanciales, sus miembros interactúan entre sí (por ejemplo, se juntan a pasar el rato, van de compras o acuden a fiestas). La interacción con los grupos primarios es parte de la normativa del desarrollo social, independientemente del sexo, etnia o «popularidad». Si bien los grupos primarios son más comunes durante la adolescencia y la niñez avanzada, los mismos también existen en todos los rangos de edades. Por ejemplo, está la familia en el primer orden y luego pueden continuar los amigos o los hijos de los amigos de los padres o conocidos.

## Definición
Cuando los niños entran en la gama de la adolescencia, una serie de cambios culturales, biológicos y cognitivos modifican sus vidas. Los adolescentes pasan mucho menos tiempo en compañía de sus padres e invierten mucho de ese tiempo con actividades estructuradas o no con otros adolescentes. (151)  Los adolescentes pasan menos tiempo en presencia directa de sus padres y otros adultos y la red social de sus iguales cobra fuerza como el contexto primario para la gran mayoría de su socialización y actividades.  Estos “cliques” sociales influencia de manera fundamental la vida y desarrollo del adolescente. (155-164) Tal vez porque los mismos son percibidos como una amenaza directa a la autoridad paterna, los cambios indeseados en el comportamiento adolescente a menudo son atribuidos a los cliques. En estas situaciones, los cliques son descritos como “agrupaciones sociales de personas que presentan una presión significativa de parte de sus pares y es exclusivo, basado en diferencias superficiales”.  Sin embargo, los investigadores, no coinciden completamente con estas suposiciones: basados en datos empíricos de experimentos y estudios etnográficos ellos sugieren que la estructura de clique caracteriza a muchas redes de amistad dentro de una cierta escuela, no todas de las cuales afectan de manera negativa a los adolescentes. Una definición algo más neutral y científica es “un grupo de personas que interactúan entre sí en forma más regular e intensa que otras personas en el mismo ambiente..”